# Parkia javanica
Parkia javanica är en ärtväxtart som först beskrevs av Jean-Baptiste de Lamarck, och fick sitt nu gällande namn av Elmer Drew Merrill. Parkia javanica ingår i släktet Parkia och familjen ärtväxter. Inga underarter finns listade i Catalogue of Life.